# Swietłana Małachowa
Swietłana Anatoljewna Małachowa-Szyszkina (ros. Светлана Анатольевна Шишкина-Малахова, ur. 27 marca 1977 w Sieriebriansku) – kazachska biegaczka narciarska.

## Kariera
Po raz pierwszy na arenie międzynarodowej Swietłana Małachowa-Szyszkina pojawiła się w marcu 1995 roku, podczas mistrzostw świata juniorów w Gällivare, gdzie zajęła 37. miejsce w biegu na 5 km techniką klasyczną. W Pucharze Świata zadebiutowała 9 grudnia 1995 roku w Davos, zajmując 73. miejsce w biegu na 5 km stylem dowolnym. Pierwsze pucharowe punkty wywalczyła dopiero 19 lutego 1999 roku w Ramsau, kiedy zajęła 16. miejsce w biegu na 15 km stylem dowolnym. W sezonie 1998/1999 punktowała jeszcze parę razy, ale wyniku z Ramsau nie poprawiła i w klasyfikacji generalnej zajęła ostatecznie 48. miejsce. Jak dotąd najlepsze wyniki w Pucharze Świata osiągnęła w sezonie 2005/2006, który ukończyła na 32. pozycji. W zawodach pucharowych najlepszy wynik osiągnęła 16 lutego 2007 roku w Changchun, gdzie była trzecia w biegu na 15 km stylem dowolnym. Było to jej jedyne pucharowe podium.
Najlepsze wyniki na dużej imprezie międzynarodowej osiągnęła w 2003 roku, kiedy na mistrzostwach świata w Val di Fiemme była czwarta w sztafecie. W startach indywidualnych najlepiej wypadła podczas mistrzostw świata w Oberstdorfie w 2005 roku, gdzie na dystansie 10 km techniką dowolną była siódma. Jej największym sukcesem olimpijskim jest zajęcie dziewiątego miejsca w sztafecie na igrzyskach olimpijskich w Vancouver w 2010 roku.

## Osiągnięcia

### Igrzyska olimpijskie
| Miejsce | Dzień     | Rok  | Miejscowość    | Konkurencja             | Czas biegu  | Strata       | Zwyciężczyni        |
| ------- | --------- | ---- | -------------- | ----------------------- | ----------- | ------------ | ------------------- |
| 49.     | 8 lutego  | 1998 | Nagano         | 15 km stylem klasycznym | 46:55.4 min | +6:18.3 min  | Olga Daniłowa       |
| 35.     | 10 lutego | 1998 | Nagano         | 5 km stylem klasycznym  | 17:37.9 min | +1:32.8 min  | Łarisa Łazutina     |
| 39.     | 12 lutego | 1998 | Nagano         | 15 km łączony           | 46:06.9 min | +4:09.5 min  | Łarisa Łazutina     |
| 12.     | 15 lutego | 1998 | Nagano         | Sztafeta 4 × 5 km       | 55:13.5 min | +3:57.8 min  | Rosja               |
| 30.     | 20 lutego | 1998 | Nagano         | 30 km stylem dowolnym   | 1:22:01.5 h | +9:38.2 min  | Julija Czepałowa    |
| 33.     | 9 lutego  | 2002 | Salt Lake City | 15 km stylem dowolnym   | 39:54.4 min | +3:10.7 min  | Stefania Belmondo   |
| 21.     | 12 lutego | 2002 | Salt Lake City | 10 km stylem klasycznym | 28:05.6 min | +2:01.1 min  | Bente Skari         |
| 24.     | 15 lutego | 2002 | Salt Lake City | 10 km łączony           | 25:09.9 min | +1:05.1 min  | Beckie Scott        |
| 11.     | 21 lutego | 2002 | Salt Lake City | Sztafeta 4 × 5 km       | 49:30.6 min | +2:21.6 min  | Niemcy              |
| 16.     | 24 lutego | 2002 | Salt Lake City | 30 km stylem klasycznym | 1:30:57.1 h | +6:17.4 min  | Gabriella Paruzzi   |
| 12.     | 12 lutego | 2006 | Turyn          | 15 km łączony           | 43:25.6 min | +1:11.3 min  | Kristina Šmigun     |
| 14.     | 16 lutego | 2006 | Turyn          | 10 km stylem klasycznym | 27:51.4 min | +1:32.7 min  | Kristina Šmigun     |
| 13.     | 18 lutego | 2006 | Turyn          | Sztafeta 4 × 5 km       | 54:47.7 min | +3:05.2 min  | Rosja               |
| 40.     | 24 lutego | 2006 | Turyn          | 30 km stylem dowolnym   | 1:22:25.4 h | +8:16.1 min  | Kateřina Neumannová |
| 10.     | 15 lutego | 2010 | Vancouver      | 10 km stylem dowolnym   | 24:58.4 min | +55.5 s      | Charlotte Kalla     |
| 25.     | 19 lutego | 2010 | Vancouver      | 15 km łączony           | 39:58.1 min | +2:29.0 min  | Marit Bjørgen       |
| 9.      | 25 lutego | 2010 | Vancouver      | Sztafeta 4 × 5 km       | 55:19.5 min | +3:03.8 min  | Norwegia            |
| 42.     | 27 lutego | 2010 | Vancouver      | 30 km stylem klasycznym | 1:30:33.7 h | +10:27.9 min | Justyna Kowalczyk   |

### Mistrzostwa świata
| Miejsce | Dzień     | Rok  | Miejscowość   | Konkurencja                        | Czas biegu  | Strata       | Zwyciężczyni                   |
| ------- | --------- | ---- | ------------- | ---------------------------------- | ----------- | ------------ | ------------------------------ |
| 57.     | 21 lutego | 1997 | Trondheim     | 15 km stylem dowolnym              | 36:28.2 min | +5:44.5 min  | Jelena Välbe                   |
| 65.     | 23 lutego | 1997 | Trondheim     | 5 km stylem klasycznym             | 13:32.7 min | +1:40.5 min  | Jelena Välbe                   |
| 56.     | 24 lutego | 1997 | Trondheim     | 5+10 km pościgowy                  | 39:13.5 min | +5:28.8 min  | Stefania Belmondo Jelena Välbe |
| 12.     | 27 lutego | 1997 | Trondheim     | Sztafeta 4 × 5 km                  | 56:40.2 min | +4:02.7 min  | Rosja                          |
| 43.     | 23 lutego | 1997 | Trondheim     | 30 km stylem klasycznym            | 13:32.7 min | +10:19.6 min | Jelena Välbe                   |
| 16.     | 19 lutego | 1999 | Ramsau        | 15 km stylem dowolnym              | 38:49.0 min | +2:58.3 min  | Stefania Belmondo              |
| 37.     | 22 lutego | 1999 | Ramsau        | 5 km stylem klasycznym             | 12:49.8 min | +1:34.3 min  | Bente Martinsen                |
| 18.     | 23 lutego | 1999 | Ramsau        | 5+10 km pościgowy                  | 42:27.9 min | +3:08.3 min  | Stefania Belmondo              |
| 18.     | 27 lutego | 1999 | Ramsau        | 30 km stylem klasycznym            | 1:29:19.9 h | +6:07.5 min  | Łarisa Łazutina                |
| 24.     | 15 lutego | 2001 | Lahti         | 15 km stylem klasycznym            | 43:54.8 min | +4:14.9 min  | Bente Skari                    |
| 17.     | 18 lutego | 2001 | Lahti         | 10 km łączony                      | 28:06.1 min | +1:49.8 min  | Virpi Kuitunen                 |
| 18.     | 20 lutego | 2001 | Lahti         | 10 km st. klasycznym               | 29:13.5 min | +1:02.1 min  | Bente Skari                    |
| 9.      | 23 lutego | 2001 | Lahti         | Sztafeta 4 × 5 km                  | 53.01.6 min | +4:05.3 min  | Rosja                          |
| 15.     | 18 lutego | 2003 | Val di Fiemme | 15 km stylem klasycznym            | 39:40.9 min | +2:21.5 min  | Bente Skari                    |
| 24.     | 20 lutego | 2003 | Val di Fiemme | 10 km stylem klasycznym            | 25:47.0 min | +2:01.3 min  | Bente Skari                    |
| 20.     | 22 lutego | 2003 | Val di Fiemme | 10 km łączony                      | 26:38.4 min | +28.8 s      | Kristina Šmigun                |
| 4.      | 24 lutego | 2003 | Val di Fiemme | Sztafeta 4 × 5 km                  | 50:54.7 min | +1:08.3 min  | Niemcy                         |
| 14.     | 28 lutego | 2003 | Val di Fiemme | 30 km stylem dowolnym              | 1:14:29.8 h | +4:19.9 min  | Olga Zawjałowa                 |
| 7.      | 17 lutego | 2005 | Oberstdorf    | 10 km stylem dowolnym              | 26:27.6 min | +34.5 s      | Kateřina Neumannová            |
| 20.     | 19 lutego | 2005 | Oberstdorf    | 2 × 7,5 km bieg łączony            | 42:16.8 min | +2:19.0 min  | Julija Czepałowa               |
| 7.      | 21 lutego | 2005 | Oberstdorf    | Sztafeta 4 × 5 km                  | 57:15.7 min | +2:05.5 min  | Norwegia                       |
| 7.      | 25 lutego | 2005 | Oberstdorf    | Sprint drużynowy stylem dowolnym   | 12:19.7 min | +18.2 s      | Norwegia                       |
| 29.     | 26 lutego | 2005 | Oberstdorf    | 30 km stylem klasycznym            | 1:27:05.8 h | +5:50.6 min  | Marit Bjørgen                  |
| 29.     | 25 lutego | 2007 | Sapporo       | 2 × 7,5 km bieg łączony            | 41:27.5 min | +2:21.3 min  | Olga Zawjałowa                 |
| 28.     | 27 lutego | 2007 | Sapporo       | 10 km stylem dowolnym              | 23:58.4 min | +1:59.2 min  | Kateřina Neumannová            |
| 11.     | 1 marca   | 2007 | Sapporo       | Sztafeta 4 × 5 km                  | 54:18.6 min | +2:35.4 min  | Finlandia                      |
| 13.     | 19 lutego | 2009 | Liberec       | 10 km stylem klasycznym            | 29:51.4 min | +1:32.3 min  | Aino-Kaisa Saarinen            |
| 26.     | 21 lutego | 2009 | Liberec       | 2 × 7,5 km bieg łączony            | 40:55.3 min | +2:39.8 min  | Justyna Kowalczyk              |
| 8.      | 25 lutego | 2009 | Liberec       | Sprint drużynowy stylem klasycznym | 19:43.7 min | +1:19.1 min  | Finlandia                      |
| 10.     | 26 lutego | 2009 | Liberec       | Sztafeta 4 × 5 km                  | 54:24.3 min | +2:33.4 min  | Finlandia                      |
| 29.     | 28 lutego | 2009 | Liberec       | 30 km stylem dowolnym              | 1:16:10.6 h | +4:01.6 min  | Justyna Kowalczyk              |
| 36.     | 26 lutego | 2011 | Oslo          | 15 km bieg łączony                 | 38:08.6 min | +3:53.8 min  | Marit Bjørgen                  |
| 24.     | 28 lutego | 2011 | Oslo          | 10 km stylem klasycznym            | 27:39.3 min | +2:10.0 min  | Marit Bjørgen                  |
| 11.     | 3 marca   | 2011 | Oslo          | Sztafeta 4 × 5 km                  | 53:30.0 min | +3:01.2 min  | Norwegia                       |
| 36.     | 5 marca   | 2011 | Oslo          | 30 km stylem dowolnym              | 1:23:45.1 h | +10:36.4 min | Therese Johaug                 |

### Mistrzostwa świata juniorów
| Miejsce | Dzień   | Rok  | Miejscowość | Konkurs                | Wynik       | Strata      | Zwyciężczyni     |
| ------- | ------- | ---- | ----------- | ---------------------- | ----------- | ----------- | ---------------- |
| 37.     | 1 marca | 1995 | Gällivare   | 5 km stylem klasycznym | 15:46.8 min | +1:33.9 min | Natalja Baranowa |

### Igrzyska azjatyckie
| Miejsce | Dzień    | Rok  | Miejscowość | Konkurencja             | Wynik       | Strata      | Zwycięzca     |
| ------- | -------- | ---- | ----------- | ----------------------- | ----------- | ----------- | ------------- |
| 6.      | 2 lutego | 2011 | Ałmaty      | 10 km stylem dowolnym   | 36:43,6 min | +1:55,9 min | Lee Chae-won  |
| 5.      | 3 lutego | 2011 | Ałmaty      | 5 km techniką klasyczną | 16:10,3 min | +1:13,8 min | Masako Ishida |
| 1.      | 5 lutego | 2011 | Ałmaty      | Sztafeta 4 × 5 km       | 1:01:45,1 h | —           | —             |
| 3.      | 6 lutego | 2011 | Ałmaty      | 15 km stylem klasycznym | 45:45,3 min | +48,2 s     | Masako Ishida |

### Puchar Świata

#### Miejsca w klasyfikacji generalnej
- sezon 1998/1999: 48.
- sezon 2000/2001: 78.
- sezon 2001/2002: 74.
- sezon 2002/2003: 74.
- sezon 2003/2004: 53.
- sezon 2004/2005: 41.
- sezon 2005/2006: 32.
- sezon 2006/2007: 43.
- sezon 2008/2009: 61.
- sezon 2009/2010: 46.
- sezon 2010/2011: 65.

#### Miejsca na podium
| Nr | Dzień     | Rok  | Miejscowość | Konkurencja           | Czas biegu  | Miejsce | Strata      | Zwyciężczyni        |
| -- | --------- | ---- | ----------- | --------------------- | ----------- | ------- | ----------- | ------------------- |
| 1. | 16 lutego | 2007 | Changchun   | 10 km stylem dowolnym | 25:21.2 min | 3.      | +1:30.4 min | Kateřina Neumannová |